# 1998-as labdarúgó-világbajnokság-selejtező (UEFA – 8. csoport)
Az 1998-as labdarúgó-világbajnokság európai 8. selejtezőcsoportjának mérkőzéseit, és a csoport végeredményét tartalmazó lapja. A csoportban körmérkőzéses, oda-visszavágós rendszerben játszottak egymással a labdarúgó-válogatottak. A csoportelső automatikus résztvevője lett az 1998-as labdarúgó-világbajnokságnak.
A csoportban Írország, Izland, Liechtenstein, Litvánia, Macedónia és Románia szerepelt.
Románia végzett az első helyen és kijutott az 1998-as világbajnokságra, a második helyet pedig Írország szerezte meg és pótselejtezőt játszhatott.

## Tabella
| Hely. | Csapat        | M  | Gy | D | V  | G+ | G– | Gk  | P  | Továbbjutás                          |     | Románia | Írország | Litvánia | Észak-Macedónia | Izland | Liechtenstein |
| ----- | ------------- | -- | -- | - | -- | -- | -- | --- | -- | ------------------------------------ | --- | ------- | -------- | -------- | --------------- | ------ | ------------- |
| 1.    | Románia       | 10 | 9  | 1 | 0  | 37 | 4  | +33 | 28 | Kijutott az 1998-as világbajnokságra |     | —       | 1–0      | 3–0      | 4–2             | 4–0    | 8–0           |
| 2.    | Írország      | 10 | 5  | 3 | 2  | 22 | 8  | +14 | 18 | Továbbjutott a második fordulóba     |     | 1–1     | —        | 0–0      | 3–0             | 0–0    | 5–0           |
| 3.    | Litvánia      | 10 | 5  | 2 | 3  | 11 | 8  | +3  | 17 |                                      |     | 0–1     | 1–2      | —        | 2–0             | 2–0    | 2–1           |
| 4.    | Macedónia     | 10 | 4  | 1 | 5  | 22 | 18 | +4  | 13 |                                      | 0–3 | 3–2     | 1–2      | —        | 1–0             | 3–0    |               |
| 5.    | Izland        | 10 | 2  | 3 | 5  | 11 | 16 | −5  | 9  |                                      | 0–4 | 2–4     | 0–0      | 1–1      | —               | 4–0    |               |
| 6.    | Liechtenstein | 10 | 0  | 0 | 10 | 3  | 52 | −49 | 0  |                                      | 1–8 | 0–5     | 0–2      | 1–11     | 0–4             | —      |               |

## Mérkőzések
| 1996. április 24. 19:00 UTC+2 |

| Macedónia                                             | 3–0         | Liechtenstein |
| ----------------------------------------------------- | ----------- | ------------- |
| Milosevski 6' Babunski 49' (11-esből) Zaharievski 78' | Jegyzőkönyv |               |

| Gradski, Szkopje Nézőszám: 11,500 Játékvezető: Loízosz Loízu (ciprusi) |

| 1996. június 1. 19:00 UTC |

| Izland            | 1–1         | Macedónia  |
| ----------------- | ----------- | ---------- |
| A. Gudjónsson 63' | Jegyzőkönyv | Memedi 60' |

| Laugardalsvöllur, Reykjavík Nézőszám: 3,051 Játékvezető: Roelof Luinge (holland) |

| 1996. augusztus 31. 20:00 UTC+3 |

| Románia                             | 3–0         | Litvánia |
| ----------------------------------- | ----------- | -------- |
| Moldovan 20' Petrescu 65' Gâlcă 77' | Jegyzőkönyv |          |

| Ghencea, Bukarest Nézőszám: 9,000 Játékvezető: Vaszil Melnicsuk (ukrán) |

| 1996. augusztus 31. 18:00 UTC+2 |

| Liechtenstein | 0–5         | Írország                                   |
| ------------- | ----------- | ------------------------------------------ |
|               | Jegyzőkönyv | Townsend 5' O'Neill 9' Quinn 12' Harte 20' |

| Sportpark Eschen-Mauren, Eschen Nézőszám: 3,900 Játékvezető: Szergej Smolik (fehérorosz) |

| 1996. október 5. 18:30 UTC+3 |

| Litvánia                             | 2–0         | Izland |
| ------------------------------------ | ----------- | ------ |
| Jankauskas 22' (11-esből) Šlekys 74' | Jegyzőkönyv |        |

| Zalgiris, Vilnius Nézőszám: 8,000 Játékvezető: Marnix Sandra (belga) |

| 1996. október 9. 19:00 UTC |

| Izland | 0–4         | Románia                                               |
| ------ | ----------- | ----------------------------------------------------- |
|        | Jegyzőkönyv | D. Munteanu 21' Hagi 60' Gh. Popescu 75' Petrescu 81' |

| Laugardalsvöllur, Reykjavík Nézőszám: 3,064 Játékvezető: Claude Détruche (svájci) |

| 1996. október 9. 19:30 UTC+1 |

| Írország                 | 3–0         | Macedonia |
| ------------------------ | ----------- | --------- |
| McAteer 8' Cascarino 46' | Jegyzőkönyv |           |

| Lansdowne Road, Dublin Nézőszám: 31,671 Játékvezető: Knud Erik Fisker (dán) |

| 1996. október 9. 18:30 UTC+3 |

| Litvánia                      | 2–1         | Liechtenstein |
| ----------------------------- | ----------- | ------------- |
| Jankauskas 43' Narbekovas 55' | Jegyzőkönyv | H.Zech 53'    |

| Zalgiris, Vilnius Nézőszám: 8,000 Játékvezető: Xaqani Memmedov (azeri) |

| 1996. november 9. 13:30 UTC+1 |

| Liechtenstein   | 1–11        | Macedonia                                                                                                |
| --------------- | ----------- | --- |
| F. Schädler 78' | Jegyzőkönyv | Glavevski 8' 12' 60' Hrisztov 23' Sztojkovszki 30' 43' T.Micevszki 45' 49' Ćirić 53' 87' V.Micevszki 90' |

| Sportpark Eschen-Mauren, Eschen Nézőszám: 2,700 Játékvezető: Haim Lipkovitz (izraeli) |

| 1996. november 10. 15:00 UTC |

| Írország | 0–0         | Izland |
| -------- | ----------- | ------ |
|          | Jegyzőkönyv |        |

| Lansdowne Road, Dublin Nézőszám: 32,620 Játékvezető: Stefan Ormandzhiev (bolgár) |

| 1996. december 14. 13:00 UTC+1 |

| Macedonia | 0–3         | Románia                        |
| --------- | ----------- | ------------------------------ |
|           | Jegyzőkönyv | Popescu 36' 45' 90' (11-esből) |

| Gradski, Szkopje Nézőszám: 14,000 Játékvezető: Roger Philippi (luxemburgi) |

| 1997. március 29. 18:00 UTC+2 |

| Románia                                                                      | 8–0         | Liechtenstein |
| ---------------------------------------------------------------------------- | ----------- | ------------- |
| V. Moldovan 10' Popescu 28' 30' 68' 88' Hagi 47' Petrescu 48' Craioveanu 71' | Jegyzőkönyv |               |

| Ghencea, Bukarest Nézőszám: 3,000 Játékvezető: Romāns Lajuks (lett) |

| 1997. április 2. 18:30 UTC+3 |

| Litvánia | 0–1         | Románia         |
| -------- | ----------- | --------------- |
|          | Jegyzőkönyv | V. Moldovan 73' |

| Zalgiris, Vilnius Nézőszám: 7,000 Játékvezető: Edgar Steinborn (német) |

| 1997. április 2. 17:00 UTC+2 |

| Macedonia                     | 3–2         | Írország                |
| ----------------------------- | ----------- | ----------------------- |
| Sztojkovszki 28' Hrisztov 59' | Jegyzőkönyv | McLoughlin 8' Kelly 78' |

| Gradski, Szkopje Nézőszám: 11,000 Játékvezető: Alfredo Trentalange (olasz) |

| 1997. április 30. 20:00 UTC+3 |

| Románia    | 1–0         | Írország |
| ---------- | ----------- | -------- |
| A.Ilie 33' | Jegyzőkönyv |          |

| Ghencea, Bukarest Nézőszám: 18,000 Játékvezető: Mario van der Ende (holland) |

| 1997. április 30. 17:00 UTC+2 |

| Liechtenstein | 0–2         | Litvánia                       |
| ------------- | ----------- | ------------------------------ |
|               | Jegyzőkönyv | Jankauskas 66' Ražanauskas 89' |

| Sportpark Eschen-Mauren, Eschen Nézőszám: 812 Játékvezető: Bujar Pregja (albán) |

| 1997. május 21. 19:30 UTC+1 |

| Írország                   | 5–0         | Liechtenstein |
| -------------------------- | ----------- | ------------- |
| Connolly 28' Cascarino 61' | Jegyzőkönyv |               |

| Lansdowne Road, Dublin Nézőszám: 33,200 Játékvezető: Andrej Butyenko (orosz) |

| 1997. június 7. 20:00 UTC+2 |

| Macedonia    | 1–0         | Izland |
| ------------ | ----------- | ------ |
| Hrisztov 54' | Jegyzőkönyv |        |

| Gradski, Szkopje Nézőszám: 10,000 Játékvezető: Vadzim Zsuk (fehérorosz) |

| 1997. június 11. 15:00 UTC |

| Izland | 0–0         | Litvánia |
| ------ | ----------- | -------- |
|        | Jegyzőkönyv |          |

| Laugardalsvöllur, Reykjavík Nézőszám: 4,025 Játékvezető: Leslie Irvine (északír) |

| 1997. augusztus 20. 20:45 UTC+3 |

| Románia                                      | 4–2         | Macedonia      |
| -------------------------------------------- | ----------- | -------------- |
| V. Moldovan 36' 68' Gâlcă 40' Dumitrescu 66' | Jegyzőkönyv | Gjokic 52' 90' |

| Ghencea, Bukarest Nézőszám: 12,000 Játékvezető: Metin Tokat (török) |

| 1997. augusztus 20. 19:30 UTC+1 |

| Írország | 0–0         | Litvánia |
| -------- | ----------- | -------- |
|          | Jegyzőkönyv |          |

| Lansdowne Road, Dublin Nézőszám: 32,620 Játékvezető: Jorge Monteiro Coroado (portugál) |

| 1997. augusztus 20. 17:30 UTC+2 |

| Liechtenstein | 0–4         | Izland                                                           |
| ------------- | ----------- | ---------------------------------------------------------------- |
|               | Jegyzőkönyv | Daníelsson 28' Gunnarsson 40' Sg. Jónsson 62' T. Gudmundsson 63' |

| Sportpark Eschen-Mauren, Eschen Nézőszám: 1,651 Játékvezető: Oleg Timofejev (észt) |

| 1997. szeptember 6. 15:30 UTC+2 |

| Liechtenstein | 1–8         | Románia                                                           |
| ------------- | ----------- | ----------------------------------------------------------------- |
| M.Frick 62'   | Jegyzőkönyv | V. Moldovan 5' Craioveanu 10' Doboş 35' D. Munteanu 43' Barbu 53' |

| Sportpark Eschen-Mauren, Eschen Nézőszám: 5,100 Játékvezető: Alfred Micallef (máltai) |

| 1997. szeptember 6. 14:00 UTC |

| Izland                              | 2–4         | Írország                           |
| ----------------------------------- | ----------- | ---------------------------------- |
| B. Gunnarsson 45' H. Sigurdsson 47' | Jegyzőkönyv | Connolly 13' Keane 55' Kennedy 79' |

| Laugardalsvöllur, Reykjavík Nézőszám: 3,981 Játékvezető: Ante Kulušić (horvát) |

| 1997. szeptember 6. 18:30 UTC+3 |

| Litvánia                       | 2–0         | Macedonia |
| ------------------------------ | ----------- | --------- |
| Ivanauskas 27' Preikšaitis 88' | Jegyzőkönyv |           |

| Zalgiris, Vilnius Nézőszám: 6,000 Játékvezető: Lucílio Batista (portugál) |

| 1997. szeptember 10. 19:30 UTC+3 |

| Románia                        | 4–0         | Izland |
| ------------------------------ | ----------- | ------ |
| Hagi 9' Petrescu 41' Gâlcă 65' | Jegyzőkönyv |        |

| Ghencea, Bukarest Nézőszám: 5,256 Játékvezető: David Elleray (angol) |

| 1997. szeptember 10. 21:00 UTC+3 |

| Litvánia   | 1–2         | Írország      |
| ---------- | ----------- | ------------- |
| Žiukas 51' | Jegyzőkönyv | Cascarino 17' |

| Zalgiris, Vilnius Nézőszám: 7,000 Játékvezető: Jórgosz Bíkasz (görög) |

| 1997. október 11. 15:00 UTC+1 |

| Írország      | 1–1         | Románia  |
| ------------- | ----------- | -------- |
| Cascarino 83' | Jegyzőkönyv | Hagi 53' |

| Lansdowne Road, Dublin Nézőszám: 34,500 Játékvezető: Nyikolaj Levnyikov (orosz) |

| 1997. október 11. 16:00 UTC+2 |

| Macedonia  | 1–2         | Litvánia    |
| ---------- | ----------- | ----------- |
| Sakiri 45' | Jegyzőkönyv | Buitkus 70' |

| Gradski, Szkopje Nézőszám: 4,000 Játékvezető: Miroslav Liba (cseh) |

| 1997. október 11. 14:00 UTC |

| Izland                                                                    | 4–0         | Liechtenstein |
| ------------------------------------------------------------------------- | ----------- | ------------- |
| Th. Gudjonsson 58' T. Gudmundsson 60' A. Gudjónsson 66' B. Gudjónsson 73' | Jegyzőkönyv |               |

| Laugardalsvollur, Reykjavík Nézőszám: 550 Játékvezető: Alan Howells (walesi) |

## Góllövőlista
| 8 gólos - Gheorghe Popescu 7 gólos - Tony Cascarino 6 gólos - Viorel Moldovan 5 gólos - Gheorghe Hagi 4 gólos - David Connolly - Mitko Sztojkovszki - Dorinel Munteanu - Dan Petrescu 3 gólos - Edgaras Jankauskas - Dejvi Glavevski - Gjorgji Hrisztov - Gheorghe Craioveanu - Constantin Gâlcă 2 gólos - Arnór Guðjohnsen - Tryggvi Guðmundsson - Brynjar Björn Gunnarsson - Roy Keane - Niall Quinn - Orestas Buitkus - Saša Ćirić - Miroslav Gjokić - Toni Micevszki | 1 gólos - Einar Daníelsson - Bjarni Guðjónsson - Þórður Guðjónsson - Sigurður Jónsson - Helgi Sigurðsson - Ian Harte - David Kelly - Mark Kennedy - Jason McAteer - Alan McLoughlin - Keith O'Neill - Andy Townsend - Mario Frick - Franz Schädler - Harry Zech - Valdas Ivanauskas - Arminas Narbekovas - Aidas Preikšaitis - Tomas Ražanauskas - Vaidotas Šlekys - Tomas Žiukas - Boban Babunski - Nedžmedin Memedi - Vančo Micevski - Sašo Miloševski - Artim Šakiri - Srgjan Zaharievski - Constantin Barbu - Anton Doboş - Ilie Dumitrescu - Adrian Ilie |